# Bernard Mengal
Bernard Mengal, är en belgisk fastighetsägare och förläggare av böcker och tidskrifter med nationalistisk tendens och rasistiskt innehåll.
För närvarande (2008) ges de fornnordiska tidskrifterna Megin och Racines, samt det filosofiska magasinet Contre-Thèses ut av Mengal. I sistnämnda magasin konstaterade Mengal i maj 2002 att islam "inte är ett religiöst problem utan ett rasproblem". Mengal inledde i slutet av 2003 ett finansiellt samarbete med Sverigedemokraterna. Han kontaktade Sverigedemokraterna med ett erbjudande om att betala ett stort postutskick åt partiet, något som accepterades trots indikationer på att Mengal hyste rasistiska värderingar.